# Station Anse-à-l'Orme
La station Anse-à-l'Orme est une future station du Réseau express métropolitain située dans la ville de Sainte-Anne-de-Bellevue au Québec.